# Con Games
Con Games – amerykański film akcji wydany na rynku video w roku 2001. W rolach głównych obsadzono Erica Robertsa (Najlepsi z najlepszych, Uciekający pociąg) oraz Tommy'ego Lee Thomasa, który także wyprodukował film. Film dedykowano pamięci Matthew Ansary.

## Opis fabuły
Senator Whitmeyer, którego wnuk został zamordowany w jednym z kalifornijskich więzień, prosi byłego żołnierza Johna Woodrowa o przeprowadzenie dochodzenia w owym miejscu. Woodrow zostaje schwytany przez oficera Hopkinsa, który to – jak się okazuje – jest właśnie sprawcą zbrodni. Hopkins poddaje Woodrowa stopniowym torturom, chcąc poznać jego tożsamość.

## Obsada
- Eric Roberts jako oficer Hopkins
- Tommy Lee Thomas jako John Woodrow
- Sheila Campbell jako Jeanette
- Tiffany Brouwer jako Britney Woodrow
- Michael Durack jako Frank Nelson
- Tony Harras jako Warden Alvarez
- Matthew Ansara jako Saul
- Martin Kove jako Timothy Redick